# Aragonesa de Recambios Para Limpieza
Aragonesa de Recambios Para Limpieza est l'entreprise espagnole qui fabrique la gamme Elite de nettoyeurs haute-pression. Elle a été fondée en 1975 par Arturo de Miguel à Saragosse. En 1997, elle s’installa à Cuarte de Huerva, où se trouve aujourd’hui encore son siège.